# Ta'xet
Ta'xet era considerada uma divindade dos índios da tribo Haida, a qual trazia as mortes de forma violenta. É considerada uma divindade dual, sendo sua parte correspondente a deusa Tia, que trazia a morte de forma tranquila.